# Negativt rum
Det negative rum i kunst er rummet omkring og mellem emnerne i et billede. Negativt rum kan være mest tydeligt, når rummet omkring et emne, og ikke emnet selv, danner en interessant eller kunstnerisk relevant form, og sådant rum er lejlighedsvis brugt til kunstnerisk virkning som den "rigtige" genstand for et billede. Brugen af negative rum er et centralt element i kunstnerisk komposition. Det japanske ord " ma" bliver undertiden brugt i denne sammenhæng, for eksempel i havedesign ,,
I et sort-hvid billede er et emne normalt afbildet i sort og rummet omkring det er tomt (hvidt), derved bliver det en silhuet af emnet. Byttes farverne imidlertid om, så rummet omkring motivet er sort og motivet i sig selv er tomt, er virkningen at det negative rum bliver tydeligt, idet det danner former rundt om emnet. Dette kaldes "figur-grund perception" (Rubins vase).
Elementer i et billede, der distraherer opfattelsen af emnet, eller i tilfælde af fotografi, objekter i samme fokusplan, betragtes ikke som negative rum. Negative rum kan bruges til at skildre et emne i en valgt medium ved at vise alt omkring emnet, men ikke emnet i sig selv. Brug af negative rum vil producere en silhuet af emnet. 
Brugen af lige så meget negativt rum i en komposition – for at afbalancere det positive rum – anses af mange som godt design. Dette grundlæggende og ofte oversete princip i design giver øjet et "sted at hvile", en øgning af en kompositionens appel på en subtil måde. Udtrykket bruges også af musikere til at angive stilhed i et stykke musik. 
Det kan være et vanskeligt begreb at forstå. Et værktøj, der anvendes af lærere i kunst i undervisning om positive og negative rum, blev udbredt i bogen Drawing on the Right Side of the Brain af Betty Edwards. I øvelsen kopierede studerende fra en tegning eller et foto vendt på hovedet. Fordi billedet er vendt på hovedet, behøver eleverne ikke umiddelbart genkende objekter i billedet. De er i stand til at give lige stor opmærksomhed til de positive og negative former. Resultatet er ofte en meget mere præcis tegning.

## Reference
1. ↑   "FAQ: 'Ma' og 'Mu' - Japanske Haver Forum - GardenWeb". Forums.gardenweb.com. Hentet 2009-11-11.
2. ↑  "ArtLex's Ne-Nz side". Artlex. com. Arkiveret fra originalen 23. august 2016. Hentet 2009-11-11.
3. ↑   "En note til MA: Space / tid i haven af Ryoan-Ji - Iimura". MFJ-online.org. Hentet 2009-11-11.